# Dzielna
Dzielna [pronunciación en polaco: /ˈd͡ʑelna/] es un pueblo en el distrito administrativo de Gmina Opoczno, dentro del condado de Opoczno, Voivodato de Łódź, en el centro de Polonia. Se encuentra a unos 5 kilómetros al este de Opoczno y 76 kilómetros al sureste de la capital regional Łódź.